# Koernickanthe orbiculata
Koernickanthe orbiculata är en strimbladsväxtart som först beskrevs av Friedrich August Körnicke, och fick sitt nu gällande namn av Bengt Lennart Andersson. Koernickanthe orbiculata ingår i släktet Koernickanthe och familjen strimbladsväxter. Inga underarter finns listade.